# Après toi
Après toi (укр. Після тебе) — пісня грецької співачки Вікі Леандрос. Музика для пісні була написана композиторами
Лео Леандросом (батько співачки; під псевдонімом Маріо Панас) та Клаусом Манро. Французькі слова для пісні написав Ів Деска. Пісня у виконанні співачки представляла Люксембург на пісенному конкурсі Євробачення 1972 у Единбурзі, Велика Британія, виграши його, отримавши 128 балів.

## Сюжет пісні
Après toi це драматична балада, у якій співачка розповідає своєму коханому, що станеться з нею, коли він покине її заради іншої: «Після тебе я буду лише тінню твоєї тіні».

## Пісенний конкурс Євробачення

### Перед Євробаченням
Спочатку пісня була написана німецькою мовою як «Dann kamst du» і була подана на німецький національний відбір на конкурс. Коли пісня не була обрана для участі на конкурсі, Ів Деска, який був співавтором тексту пісні-переможця пісенного конкурсу Євробачення 1971 «Un banc, un arbre, une rue», написав французький текст пісні, після чого Compagnie Luxembourgeoise de Télédiffusion (CLT) внутрішньо вибрав її як заявку на 17-й конкурс пісенного конкурсу Євробачення. Деска донині залишається єдиним автором/композитором, який здобув дві послідовні перемоги на Євробаченні.
Окрім французької та німецької версій, Вікі Леандрос записала версії пісні англійською як «Come What May», італійською «Dopo te», іспанською «Y después», грецькою «Móno esý» (Μόνο εσύ) та японською «Omoide ni ikiru» (思い出に生きる). Це була друга заявка, виконана Леандрос на пісенному конкурсі Євробачення, оскільки вона також брала участь на конкурсі 1967 року з піснею «L'amour est bleu», де посіла 4 місце з 17-ма балами.

### На конкурсі
Пісенний конкурс Євробачення 1972 відбувся 25 березня 1972 року в Ашер Холлі в місті Единбург, організований британською телерадіомовною корпорацією (BBC) і транслювався в прямому ефірі через мережу Євробачення на весь континент. Леандрос виконла «Après toi» сімнадцятою увечері, після Бельгії («À la folie ou pas du tout» у виконанні Сержа та Крістін Гісоланд) і перед Нідерландами («Als het om de liefde gaat» Сандри та Андреса). Клаус Манро диригував оркестром під час виконання пісні.
В момент завершення голосування пісня набрала 128 балів, посівши перше місце серед вісімнадцяти та перемогла в конкурсі. В якості наступного переможця конкурсу та водночас наступної заявки Люксембургу на конкурс 1973 року «Après toi» передала естафету пісні «Tu te reconnaîtras» у виконанні Анн-Марі Давід.

### Після конкурсу
На п'ятдесятилітньому ювілейному конкурсі Євробачення Congratulations: 50 Years of the Eurovision Song Contest, який відбувся 22 жовтня 2005 року в Копенгагені, Анн-Марі Давід виконала пісню в якості інтервал-акту.

## Чарти

### Тижневі чарти
| Чарт (1972)                        | Найвища позиція |
| ---------------------------------- | --------------- |
| Австралія (Kent Music Report)      | 23              |
| Бельгія (Ultratop Flanders)        | 3               |
| Бельгія (Wallonia)                 | 1               |
| Велика Британія (UK Singles Chart) | 2               |
| Ірландія (IRMA)                    | 2               |
| Малайзія                           | 3               |
| Нідерланди (Dutch Top 30)          | 1               |
| Німеччина (Media Control)          | 11              |
| Норвегія (VG-lista)                | 2               |
| Південна Африка (Springbok Radio)  | 1               |
| Франція (SNEP)                     | 1               |
| Швейцарія (Schweizer Hitparade)    | 1               |